# 4 febbraio
Il 4 febbraio è il 35º giorno del calendario gregoriano. Mancano 330 giorni alla fine dell'anno (331 negli anni bisestili).

## Eventi
- 211 – L'imperatore romano Settimio Severo muore, lasciando l'Impero romano nelle mani dei suoi due figli Caracalla e Geta
- 960 – Il generale dei Zhou posteriori Zhao Kuangyin, con una ribellione militare, detronizza l'imperatore Guo Zongxun, fondando la Dinastia Song, che durerà per oltre tre secoli
- 1169 – Un forte terremoto colpisce la costa ionica della Sicilia provocando decine di migliaia di vittime, soprattutto a Catania
- 1454 – Nella guerra dei tredici anni, il consiglio segreto della Confederazione Prussiana consegna un atto formale di disobbedienza al Gran maestro
- 1459 – Ferdinando I d'Aragona viene solennemente incoronato nella Cattedrale di Barletta sovrano del Regno di Napoli
- 1508 – Massimiliano I d'Asburgo è incoronato a Trento poiché la Repubblica di Venezia gli sbarra il passaggio per Roma
- 1783 – Guerra d'indipendenza americana: il Regno Unito dichiara formalmente che cesserà le ostilità con gli Stati Uniti d'America
- 1787 – Fallisce la Ribellione di Shays
- 1789 – George Washington viene eletto all'unanimità come primo presidente degli Stati Uniti d'America dal Collegio Elettorale Statunitense
- 1792 – George Washington viene eletto all'unanimità per un secondo mandato come presidente degli USA
- 1794 – La legislatura francese abolisce la schiavitù in tutti i territori della Repubblica francese
- 1810 – La Marina Britannica cattura Guadalupa
- 1857 – Hermann Schaaffhausen annuncia ufficialmente il ritrovamento di alcune strane ossa in una cava di Neandertal, vicino a Düsseldorf, appartenenti a un "uomo arcaico", quello che oggi viene chiamato Uomo di Neandertal
- 1859 – Il Codice Sinaitico viene scoperto in Egitto
- 1861 – A Montgomery (Alabama) i rappresentanti dei sette Stati secessionisti (Alabama, Florida, Georgia, Louisiana, Mississippi, Carolina del Sud e Texas) si incontrano per costituire gli Stati Confederati d'America
- 1862 – Viene fondata l'azienda di liquori Bacardi
- 1865 – Viene fondato l'ospedale pediatrico di Chicago
- 1899 – Comincia la guerra filippino-americana
- 1913 – Thubten Gyatso, tredicesimo Dalai Lama, dichiara l'indipendenza del Tibet
- 1915 – La Germania impone un blocco sottomarino attorno al Regno Unito e dichiara che ogni vascello che lo forza sarà considerato un bersaglio legittimo
- 1924 – La prima edizione dei Giochi olimpici invernali si chiude a Chamonix, in Francia
- 1932
  - L'Impero giapponese occupa Harbin in Cina
  - A Lake Placid incominciano i III Giochi olimpici invernali
  - L'asteroide 1239 Queteleta viene scoperto da Eugène Joseph Delporte
- 1934 – L'asteroide 2824 Franke viene scoperto da Karl Wilhelm Reinmuth
- 1936 – Il radio diventa il primo elemento radioattivo creato sinteticamente
- 1938 – Esce nelle sale cinematografiche statunitensi il film Biancaneve e i sette nani, 1º Classico Disney; l'anteprima si era tenuta il 21 dicembre dell'anno precedente
- 1941 – Seconda guerra mondiale: viene creata la United Service Organizations (USO) per l'intrattenimento delle truppe statunitensi
- 1945
  - Incomincia la Conferenza di Jalta, cui partecipano i capi alleati Franklin D. Roosevelt, Winston Churchill, e Iosif Stalin
  - In Italia gli statunitensi iniziano una serie di incontri segreti con il comandante delle SS a Salò, generale Karl Wolff, che offre la resa dei tedeschi sulla base di reciproche garanzie
- 1948
  - Ceylon (in seguito ribattezzata Sri Lanka) diventa indipendente all'interno del Commonwealth britannico
  - Nino Bibbia, oro nello skeleton alle Olimpiadi di St. Moritz, è il primo campione olimpico italiano nella storia dei Giochi olimpici invernali
- 1957 – Lo USS Nautilus (SSN-571), il primo sommergibile a propulsione nucleare, percorre il suo 60.000º miglio nautico, raggiungendo la percorrenza del Nautilus descritto da Jules Verne nel suo romanzo Ventimila leghe sotto i mari
- 1966 – Viene soppresso l'Indice dei libri proibiti (in latino Index librorum prohibitorum), un elenco di pubblicazioni proibite dalla Chiesa cattolica creato nel 1559 sotto Paolo IV per opera della Congregazione della sacra romana e universale Inquisizione (o Sant'Uffizio)
- 1969 – Yasser Arafat assume la presidenza dell'Organizzazione per la Liberazione della Palestina
- 1970 – Inizia la costruzione della moderna città di Pryp"jat', in Ucraina, che solo 16 anni più tardi verrà evacuata in seguito al Disastro di Černobyl'
- 1974 – L'Esercito di Liberazione Simbionese rapisce Patricia Hearst a Berkeley (California)
- 1976
  - Guatemala e Honduras vengono sconvolti da un terremoto che uccide più di 22000 persone
  - Iniziano i XII Giochi olimpici invernali ad Innsbruck in Austria
- 1977 – Viene pubblicato Rumours, undicesimo album del gruppo rock anglo-americano Fleetwood Mac e uno degli album più venduti di tutti i tempi
- 1980 – L'Ayatollah Ruhollah Khomeini nomina Abolhassan Banisadr come presidente dell'Iran
- 1983 – Alle ore 17:45 viene scattata la prima foto del virus HIV da parte di Charles Dauguet, confermando la scoperta dell'origine infettiva dell'AIDS
- 1985 – Gli U2 tengono il loro primo concerto in Italia
- 1991 – I Queen pubblicano Innuendo, l'ultimo album prima della morte di Freddie Mercury
- 1997
  - O. J. Simpson viene trovato perseguibile civilmente per la morte di Nicole Brown Simpson e Ronald Goldman
  - In rotta per il Libano, due elicotteri israeliani Sikorsky CH-53 da trasporto truppe collidono a mezz'aria sulla Galilea settentrionale, causando 73 vittime
  - Dopo aver inizialmente contestato i risultati, il presidente serbo Slobodan Milošević riconosce la vittoria dell'opposizione nelle elezioni del novembre 1996
- 1998
  - La Bosnia ed Erzegovina adotta la sua bandiera
  - Un terremoto di magnitudo 6,1 della scala Richter nell'Afghanistan settentrionale uccide più di 5000 persone
- 2003 – La Repubblica Federale di Jugoslavia viene ufficialmente ribattezzata Serbia e Montenegro e adotta una nuova costituzione
- 2004 – Il sito web Facebook viene aperto al pubblico
- 2015 – Il volo TransAsia Airways 235 si schianta nel fiume Keelung a Taipei subito dopo il decollo uccidendo 31 persone

## Nati
Ci sono circa 1 210 voci su persone nate il 4 febbraio; vedi la pagina Nati il 4 febbraio per un elenco descrittivo o la categoria Nati il 4 febbraio per un indice alfabetico.

## Morti
Ci sono circa 530 voci su persone morte il 4 febbraio; vedi la pagina Morti il 4 febbraio per un elenco descrittivo o la categoria Morti il 4 febbraio per un indice alfabetico.

## Feste e ricorrenze

### Civili
Internazionali:
- Giornata mondiale contro il cancro[1]
- Giornata Internazionale della Fratellanza Umana

Nazionali:
- Sri Lanka - Festa per l'indipendenza

### Religiose
Cristianesimo:
- Sant'Aventino di Chartres, vescovo
- Sant'Aventino di Troyes
- Sant'Eutichio di Roma, martire
- Santi Filea e Filoromo, martiri
- San Gemolo, pellegrino e martire
- San Gilberto di Limerick, vescovo
- San Gilberto di Sempringham, sacerdote
- Santa Giovanna di Valois, regina di Francia
- San Giovanni de Britto, martire
- San Giuseppe da Leonessa, cappuccino
- Sant'Imerio di Bosto, pellegrino e martire
- Sant'Isidoro di Pelusio, abate
- San Nicola Studita, abate
- Santi Papia, Diodoro e Claudiano, martiri
- San Rabano Mauro, abate di Fulda e vescovo di Magonza
- Beati Alfonso de Meneses e Dionisio de Vilaregut, mercedari
- Beato Giovanni Speed, martire
- Beati Martiri gesuiti in Giappone
- Beato Takayama Ukon
- Madonna del Fuoco